# UFC 152
UFC 152: Jones vs. Belfort è stato un evento di arti marziali miste organizzato dalla Ultimate Fighting Championship che si è tenuto il 22 settembre 2012 all'Air Canada Centre di Toronto, Canada.

## Retroscena
Inizialmente l'evento principale della serata doveva essere la sfida per il neonato titolo dei Pesi Mosca UFC tra Joseph Benavidez e Demetrious Johnson, ma a causa della cancellazione dell'evento UFC 151 la sfida tra Jon Jones e Dan Henderson per la cintura dei pesi mediomassimi venne integrata nella card di UFC 152 come main match.
Il campione Jon Jones non poté affrontare l'infortunato Dan Henderson, e così a sostituire quest'ultimo vennero scelti prima Lyoto Machida e poi il peso medio Vítor Belfort; Jones rifiutò una possibile sfida contro Chael Sonnen per il titolo.
Rory MacDonald e B.J. Penn avrebbero dovuto affrontarsi in questo evento, ma un infortunio capitato al primo causò lo spostamento dell'incontro all'evento UFC on Fox: Henderson vs. Diaz.
La sfida tra Matt Hamill e Roger Hollett era già in programma, ma l'incontro venne successivamente cancellato per il forfait di Hollett a causa di motivi sconosciuti; venne quindi scelto Vladimir Matyushenko come avversario di Hamill, ma quando il bielorusso si infortunò Hollett tornò disponibile per il match.
Sean Pierson avrebbe dovuto affrontare Dan Miller, ma quest'ultimo non fu disponibile per motivi personali e venne sostituito da Lance Benoist.

## Risultati

### Card preliminare
- Incontro categoria Pesi Welter:  Kyle Noke contro  Charlie Brenneman

Noke sconfisse Brenneman per KO Tecnico (pugni) a 0:45 del primo round.
- Incontro categoria Pesi Gallo:  Mitch Gagnon contro  Walel Watson

Gagnon sconfisse Watson per sottomissione (strangolamento da dietro) a 1:09 del primo round.
- Incontro categoria Pesi Welter:  Seth Baczynski contro  Simeon Thoresen

Baczynski sconfisse Thoresen per KO (pugni) a 4:10 del primo round.
- Incontro categoria Pesi Piuma:  Marcus Brimage contro  Jimy Hettes

Brimage sconfisse Hettes per decisione unanime (29-28, 29-28, 29-28).
- Incontro categoria Pesi Welter:  Sean Pierson contro  Lance Benoist

Pierson sconfisse Benoist per decisione unanime (29-28, 29-28, 29-28).
- Incontro categoria Pesi Leggeri:  TJ Grant contro  Evan Dunham

Grant sconfisse Dunham per decisione unanime (29-28, 30-27, 29-28).
- Incontro categoria Pesi Mediomassimi:  Vinny Magalhães contro  Igor Pokrajac

Magalhães sconfisse Pokrajac per sottomissione (armbar) a 1:14 del secondo round.

### Card principale
- Incontro categoria Catchweight:  Cub Swanson contro  Charles Oliveira

Swanson sconfisse Oliveira per KO (pugno) a 2:40 del primo round.
- Incontro categoria Pesi Mediomassimi:  Matt Hamill contro  Roger Hollett

Hamill sconfisse Hollett per decisione unanime (29-28, 30-27, 30-27).
- Incontro categoria Pesi Medi:  Michael Bisping contro  Brian Stann

Bisping sconfisse Stann per decisione unanime (29-28, 29-28, 29-28).
- Incontro per il titolo dei Pesi Mosca:  Demetrious Johnson contro  Joseph Benavidez

Johnson sconfisse Benavidez per decisione divisa (48-47, 47-48, 49-46) e divenne il primo campione dei pesi mosca UFC.
- Incontro per il titolo dei Pesi Mediomassimi:  Jon Jones (c) contro  Vítor Belfort

Jones sconfisse Belfort per sottomissione (americana) a 0:54 del quarto round e mantenne il titolo dei pesi mediomassimi.

## Premi
I seguenti lottatori sono stati premiati con un bonus di 65.000 dollari:
- Fight of the Night:  TJ Grant contro  Evan Dunham
- Knockout of the Night:  Cub Swanson
- Submission of the Night:  Jon Jones